# Fortezza Spagnola
La fortezza spagnola è una fortificazione costiera situata in posizione dominante all'interno dell'abitato di Porto Santo Stefano, capoluogo del comune di Monte Argentario.

## Storia

La Fortezza Spagnola nel 1936.

Il complesso venne costruito dagli Spagnoli tra la fine del XVI e gli inizi del XVII secolo, dopo che Porto Santo Stefano entrò a far parte dello Stato dei Presidi. Il luogo scelto per la costruzione della struttura fortificata difensiva era già stato scelto dai Senesi per la realizzazione della  torre di Santo Stefano durante il XV secolo.
Della preesistente torre furono utilizzati alcuni materiali edilizi dopo la sua demolizione voluta dagli Spagnoli perché non ritenuta all'altezza del più efficiente sistema difensivo costiero in fase di realizzazione. I lavori di costruzione del complesso difensivo andarono tuttavia avanti molto a rilento, terminando soltanto nel 1636 con alcune modifiche migliorative apportate dopo l'elaborazione di un successivo progetto migliorativo dell'ingegnere militare Pedro Álvarez. La fortificazione svolse efficacemente per secoli le sue funzioni difensive, riuscendo in varie circostanze a resistere e a respingere attacchi ed incursioni nemiche provenienti dal mare.
All'inizio del XIX secolo i francesi potenziarono la struttura difensiva per resistere ad eventuali assalti di navi britanniche durante il periodo napoleonico. In seguito, l'intero territorio entrò a far parte del granducato di Toscana e i Lorena effettuarono alcuni interventi di restauro delle pavimentazioni. Dopo l'unità d'Italia, la fortezza continuò a svolgere le funzioni militari divenendo un presidio strategico durante la prima guerra mondiale, mentre nel dopoguerra della seconda guerra mondiale furono aggiunti i due corpi di fabbrica sulla terrazza più elevata per ospitare temporaneamente gli uffici comunali a seguito dei pesanti bombardamenti che avevano interessato l'intero abitato. Con il successivo trasferimento degli uffici nel nuovo palazzo comunale, i locali furono sede dei laboratori e di alcune aule dell'Istituto Tecnico Nautico di Porto Santo Stefano.
Una serie di restauri portati avanti nella seconda metà del XX secolo hanno permesso di riportare l'intero complesso agli antichi splendori, e dal 1997 è adibito a complesso museale con l'inaugurazione di mostre su argomenti del territorio.

## Architettura

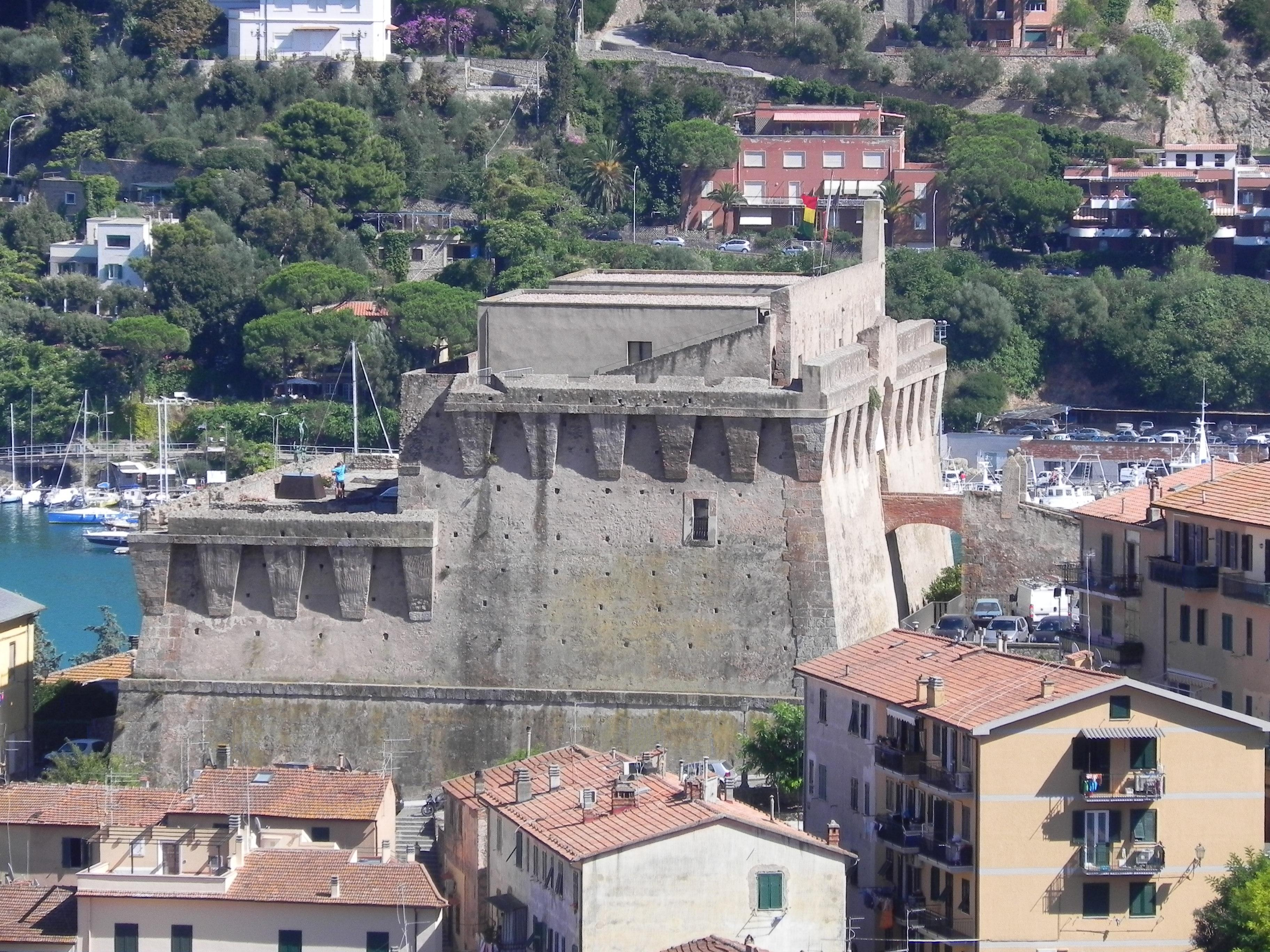
Fortezza spagnola, lato ovest

La fortezza spagnola di Porto Santo Stefano si presenta come un imponente complesso che si sviluppa a pianta quadrangolare, con imponenti basamenti a scarpa che nella parte alta culminano con un coronamento di mensole sporgenti che racchiudono altrettante caditoie, ove trova appoggio il parapetto che delimita le terrazze sommitali: tale coronamento ricorda negli elementi stilistici quello che caratterizza anche la torre di Buranaccio.
La fortificazione è costituita da due corpi di fabbrica addossati tra loro, con quello di altezza minore che si articola sul lato rivolto verso il mare.
Le pareti esterne presentano alcuni tratti rivestiti in pietra (prevalentemente agli angoli) ed altri in intonaco scialbato, con numerose feritoie che si aprono a varie altezze. L'accesso al complesso avviene sul lato rivolto verso terra, ove una porta d'ingresso si apre al livello superiore, preceduta da una lunga e caratteristica rampa di scale esterna che termina con un ponte che ha sostituito il perduto ponte levatoio ligneo originario. Una serie di camminatoi, protetti da cortine murarie, collegano le varie parti della fortezza, tra i quali una serie di rampe di scale coperte che conducono alla terrazza più elevata, ove furono costruiti i due fabbricati per ospitare la sede e gli uffici comunali dopo la seconda guerra mondiale. Originariamente, la parte sommitale era caratterizzata dalla presenza di una serie di garitte purtroppo perdute.
Nella parte interna corrispondente al basamento a scarpa vi erano le cisterne che garantivano grandi depositi di acqua, mentre ai livelli superiori si trovavano gli spazi adibiti per gli alloggi delle sentinelle.

## Mostre permanenti della Fortezza Spagnola
La fortezza spagnola di Porto Santo Stefano ospita al suo interno le mostre permanenti Memorie sommerse e Maestri d'ascia, allestite con l'intenzione di renderle parte, nel futuro, di un eventuale museo del mare di Porto Santo Stefano. Le mostre fanno parte della rete museale provinciale Musei di Maremma.

### Memorie sommerse
La mostra permanente Memorie sommerse occupa i due piani della fortezza ed è allestita al fine di ripercorrere le varie tappe della ricerca archeologica subacquea, esponendo i vari reperti rinvenuti dagli anni sessanta ad oggi nel mare prospiciente le coste della Maremma, quale testimonianza delle intense attività commerciali lungo le rotte del Mediterraneo.
Nel cortile centrale della fortezza è posta la ricostruzione di una nave romana con il suo carico di anfore da trasporto, mentre nelle sale al primo piano si possono ammirare i reperti provenienti dai relitti trovati nel mare presso le Formiche di Grosseto, Talamone, il monte Argentario e l'isola di Giannutri. Interessante il relitto rinvenuto a Giannutri nel 1961 presso Punta Scaletta, alla profondità di 37 metri; a partire dal 1963 alcune ricerche hanno permesso il recupero di parte delle scafo in fasciame di rovere e di buona parte del carico trasportato, come anfore, ceramica a vernice nera, vasellame da mensa, risalenti ad un periodo tra il 140 e il 130 a.C.. Un altro relitto era stato individuato a Giannutri, presso cala Scirocco, nel 1959 e anch'esso recuperato in parte nel corso degli anni sessanta: sono esposte anfore vinarie e varie attrezzature di bordo, risalenti agli inizi del II secolo a.C..
Al piano superiore, sono ospitati i carichi commerciali dei relitti recuperati nei fondali di Punta Ala e dell'isola del Giglio. A Punta Ala, presso il porto moderno della località balneare, fu rinvenuto nel corso degli anni settanta un relitto di nave romana del III secolo d.C. contenente anfore per il trasporto dell'olio, ceramica di produzione africana ed alcune monete emesse durante l'impero di Severo Alessandro (228-235 d.C.); lungo la costa, a punta Hidalgo nel 1993 fu individuato un relitto che trasportava anfore vinarie e olearie di produzione greca e ceramica in bucchero, risalenti tra la fine del VI e la fine del V secolo a.C.; nello stesso periodo, a Cala del Barbiere, è stato recuperato il carico di un altro relitto costituito da anfore per il trasporto del vino e dell'olio, coppe in vetro e vasellame in ceramica sigillata di produzione italica, databili intorno agli inizi del II secolo d.C.. All'isola del Giglio, presso Giglio Porto, è stato recuperato il relitto di una nave romana del III secolo d.C., proveniente forse dalla coste dell'Africa e che trasportava anfore contenenti pesce e salsa di pesce; presso punta Lazzaretto, invece, sono stati individuati due relitti del II secolo a.C. che trasportavano anfore vinarie di tipo greco-italiche; infine, presso la baia del Campese, è stato riportato alla luce il carico di una nave greca naufragata nel VI secolo a.C., proveniente probabilmente dal porto ionico di Clazomene e diretta a Marsiglia, che consiste in anfore greche ed etrusche, aryballoi, lingotti di metallo e oggetti di vario genere (ornamenti, suppellettili, strumenti di bordo, ami e pesi da rete). Sono esposti anche carichi provenienti da una nave naufragata a Capel Rosso, nuovamente al largo del Giglio, il 14 giugno 1646, identificata nella fregata spagnola Santa Catalina; e alcuni reperti ritrovati nei pressi di punta degli Stretti, nella laguna di Orbetello, che testimoniano la presenza di insediamenti databili all'età del Bronzo finale.

### Maestri d'ascia

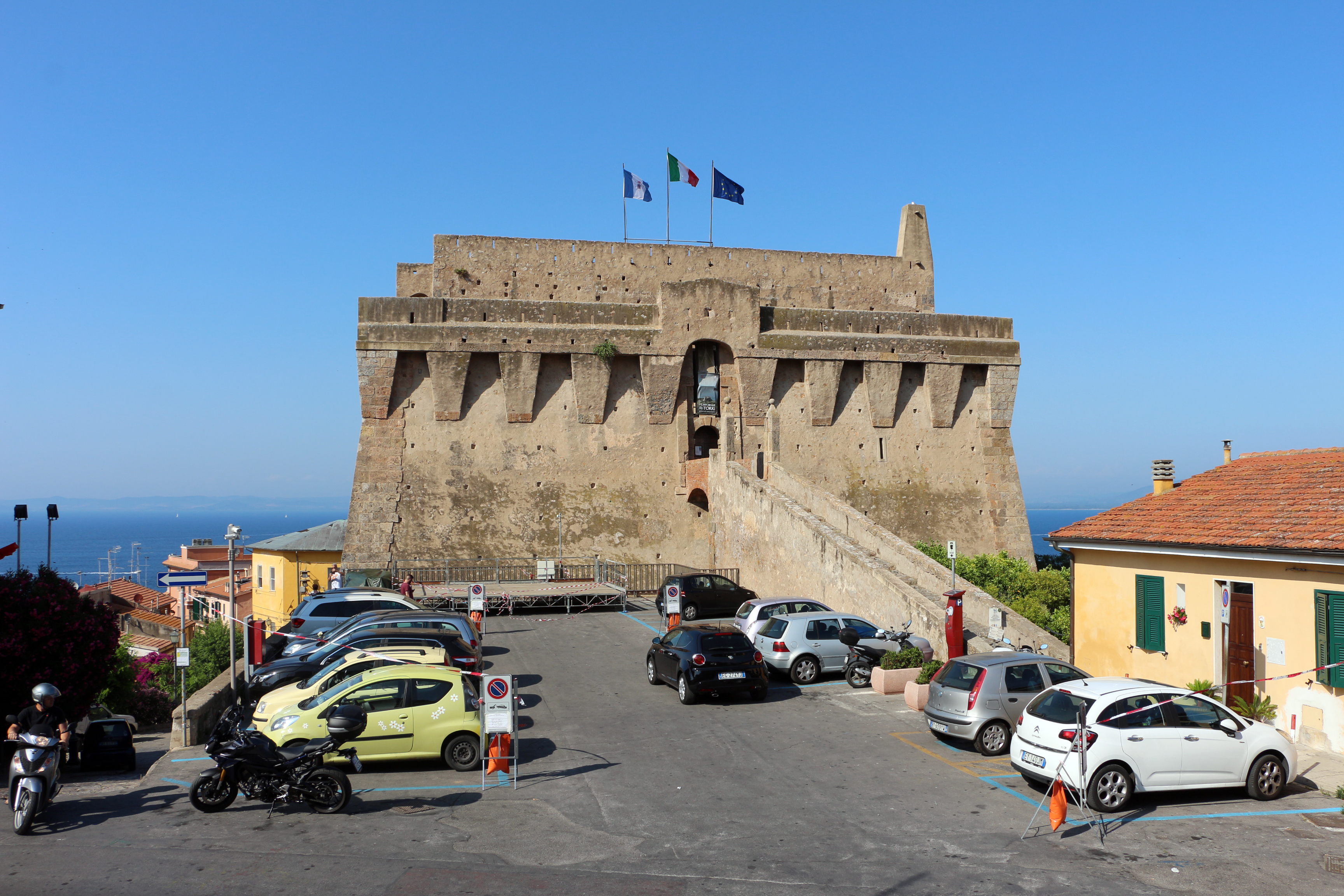
Veduta frontale

La mostra permanente Maestri d'ascia intende documentare la tradizione dei costruttori di imbarcazioni, perlopiù legate alle attività di pesca, che all'Argentario possono vantare una storia millenaria. L'arte della carpenteria navale viene illustrata al visitatore tramite un'esposizione di strumenti di lavoro e di modelli in scala delle tipiche imbarcazioni – dalle più antiche ai moderni pescherecci – e grazie all'ausilio di fotografie e pannelli esplicativi.